# ستيفن سوانسون
ستيفن سوانسون (بالإنجليزية: Steven Swanson)‏ (و. 1960 – م) هو رائد فضاء، ومهندس من الولايات المتحدة الأمريكية . ولد في سيراكيوز، نيويورك. تولى منصب قائد بعثة محطة الفضاء الدولية، البعثة 40 (13 مايو 2014–13 سبتمبر 2014) .

## ريادة الفضاء
شارك في المهمات الفضائية:
- Soyuz TMA-12M
- STS-119
- البعثة 40
- البعثة 39
- STS-117.

## التعليم
تعلم في جامعة تكساس إيه اند إم